# 魏玛、德绍和贝尔瑙的包豪斯建筑及其遗址
魏玛、德绍和贝尔瑙的包豪斯建筑及其遗址为德国之一打包申请的世界遗产，内含六处分立的遗产点，皆与美术学校包豪斯有关。此世界遗产登记于1996年，初含四处遗产点，又于2017年另外括入二处遗产点。
包豪斯仅于1919年至1933年间办行，其间在其处学习的学生不超1250人，于中真正获颁包豪斯授予的学位而毕业的只有155人。虽如此，此校仍使20世纪建筑与审美的思想和实践为之巨变。
|                                               | 包豪斯的匠师们设计的建筑是经典现代主义基石性的代表……由此原因，它们非但是艺术与文化上的重要纪念物，也是20世纪历史性观念的重要纪念物。 |
| ——德国驻联合国教科文组织代表团，. 2015年12月. | |

## 魏玛部分

### 魏玛包豪斯校舍

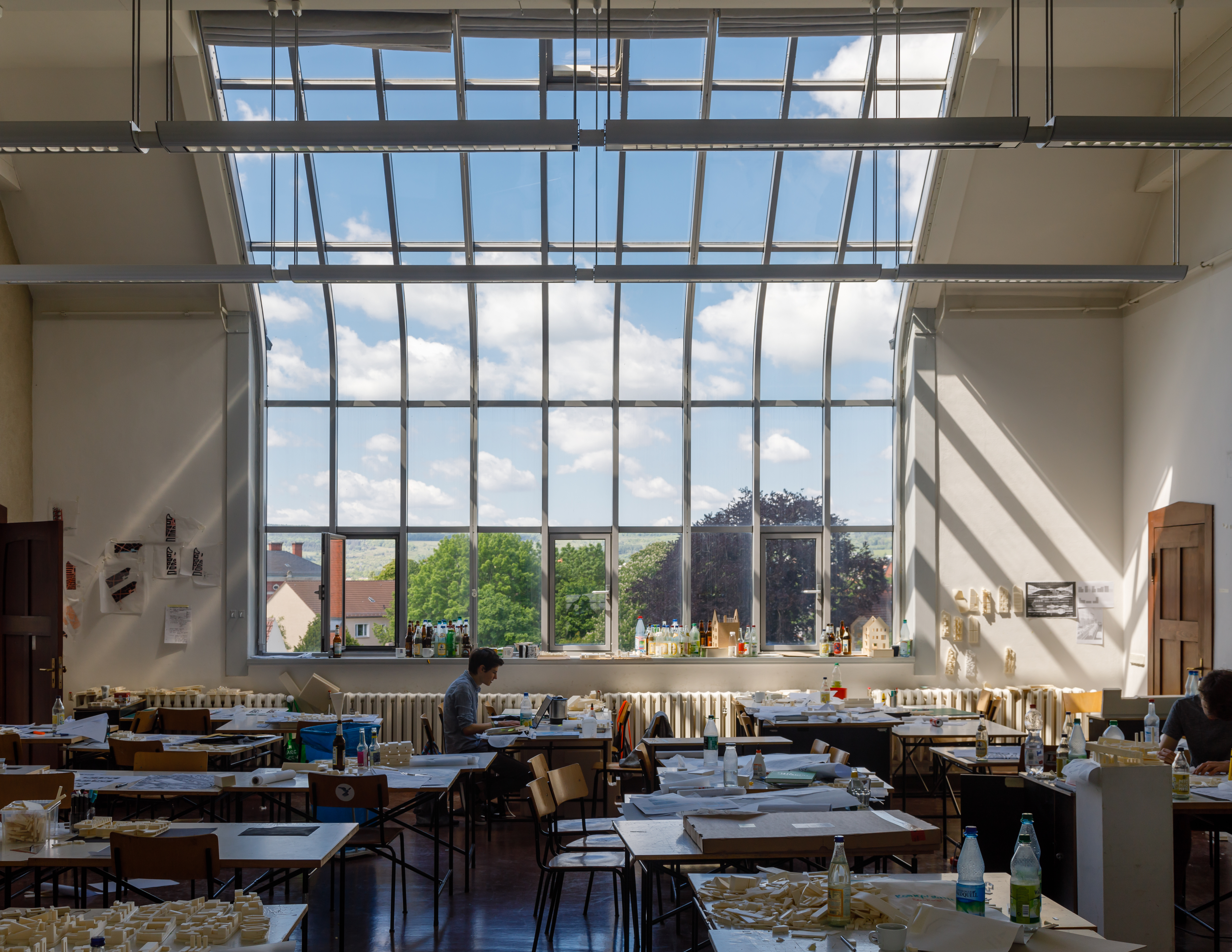
一间画室，位于前魏玛包豪斯校舍主楼，建于1904年至1911年间

包豪斯由瓦尔特·格罗皮乌斯于1919年创于魏玛，此后一直在其地办学，直至1925年迫于政治压力迁往德绍。魏玛时期之包豪斯位于二座相邻建筑内，此二座校舍先前分属两所艺校，皆为亨利·范·德费尔德设计建造的新艺术风格建筑。其建筑为：
- 「范·德费尔德楼」，建于1905年至1906年，为当时之萨克森大公工艺美术学校（德語：Großherzoglich-Sächsische Kunstschule）而造，此校为一职业美术学校。[5]
- 「主楼」，建于1904至1911年，为当时之萨克森大公美术学校（德語：Großherzoglich Sächsische Hochschule für Bildende Kunst）而造。[1][6]

范·德费尔德楼有修复过的壁饰，由奥斯卡·施莱默创作，原是为1923年之包豪斯展览会而造。此楼并以其中央楼梯间别出一格的采光为人所知。
主楼于1999年由德国建筑师托马斯·范·登瓦伦丁恢复原状。其有一蜿蜒的椭圆状主楼梯间，体现新艺术风格。格罗皮乌斯先前的办公室则以修复之大小家具物什及地毯重为装修。
魏玛包豪斯闭校后，上述建筑为数个承继的艺术相关教育机构所用。现时之魏瑪包豪斯大學历经兼并、重组及更名，而于1996年成立。其于旧日包豪斯之校址上运作，教授美术、设计及关于技术之课程。
此处史迹于1996年列入世界遗产名录。建筑作教学设施用，不过魏玛包豪斯大学开放其外部及内部的游览。

### 号角屋[譯名請求]

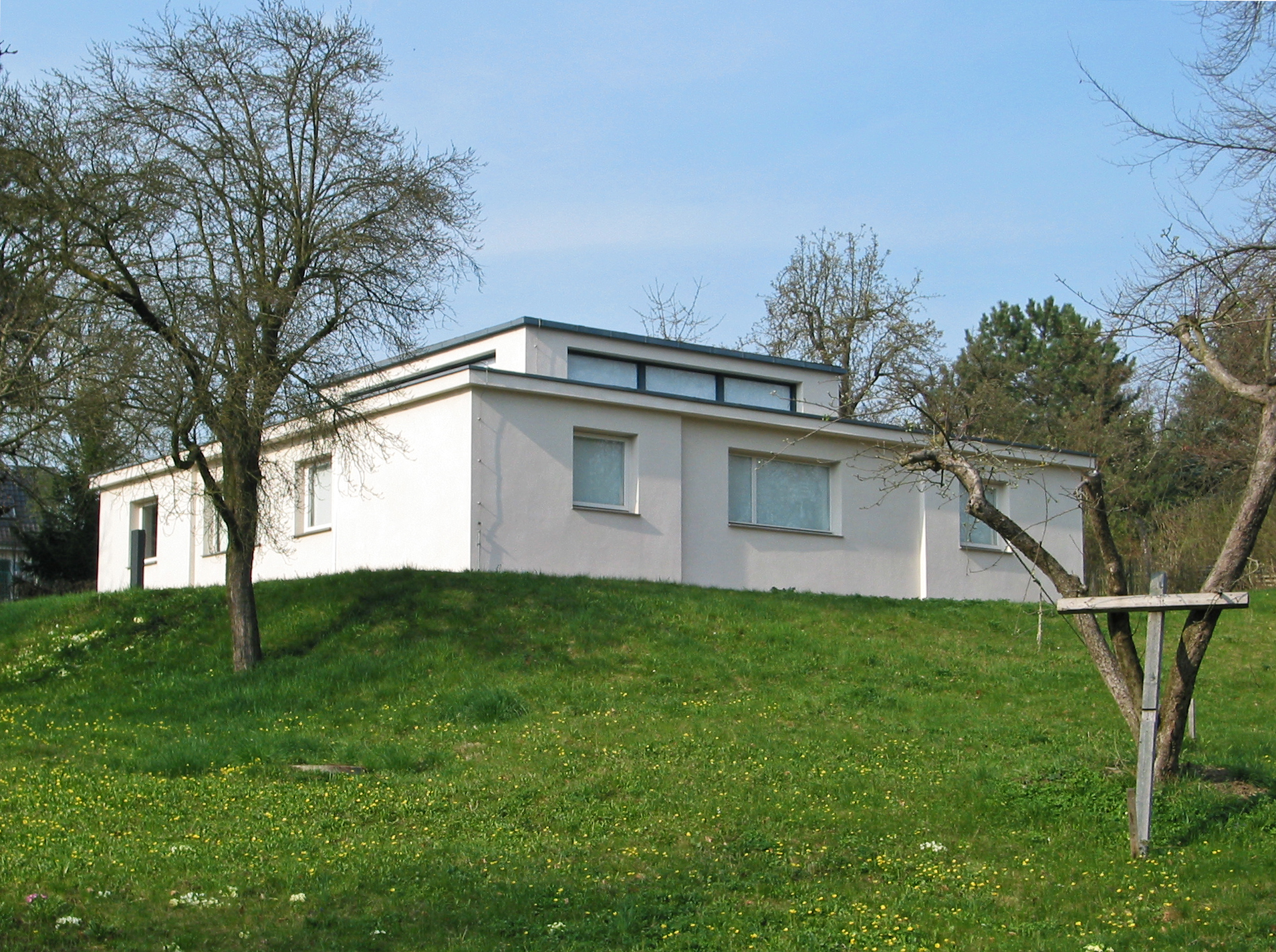
魏玛号角屋，1923年建

号角屋是一以混凝土及钢材建造的民宅，为1923年包豪斯之首次作品展览会而建，基于包豪斯之画家及教师乔治·穆赫的设计。其为第一座全以包豪斯设计原则而建的建筑，为现代人居提供了颠覆性的典范。
为持守包豪斯由实践经验学习的教育理念，有职员与学生多人参与工程中。其中有时为学生的马塞尔·布劳耶，同时有阿尔马·西德霍夫-布舍尔及拉斯洛·莫霍利-纳吉。包括灯具在内之一切家具皆于包豪斯之工坊内制作。
此处史迹于1996年列入世界遗产名录。自2017年8月始此屋为魏玛古典基金会所有。2018年至2019年其对公众关闭以大修，并于2019年5月18日重新开放。

## 德绍部分

### 德绍包豪斯校舍
德绍之包豪斯为20世纪之一标杆性的建筑。其由瓦尔特·格罗皮乌斯设计，仅用一年余即告建成，于1926年12月4日正式启用。其「被看作包豪斯观念的一个『建出来的宣言』，在其中功能主義与设计的美学联合起来形成一个单一的整体」。
此建筑由德绍市方面委托，其资助此工程且提供建筑用场地。由于包豪斯直至1927年皆无其自办的建筑系，工程之图纸由格罗皮乌斯的建筑公司起草，而建筑内部的物件则于包豪斯之工坊制作。
格罗皮乌斯受要求于此楼中合入二座学校：一则为包豪斯设计学校，一则为一市立职校。建筑中含数个互相连接的侧翼，作不对称的分布，其为：一侧翼三层，为工坊而建；一侧翼五层，为公寓而建；连接公寓及工坊之部分内设礼堂、舞台并简餐厅；为职校而建之侧翼与前述诸侧翼隔道路相望。有一二层之过街楼连接职校与包豪斯诸翼，其中为办公室及教员室。此建筑群之外表以不承重的玻璃幕墙为特色，是为法古斯工廠中所用者之进一步的发展。法古斯工厂建于1911年至1913年，由格罗皮乌斯及阿道夫·梅耶设计。建筑特点如柱网及支撑的托梁可于建筑之内得见。

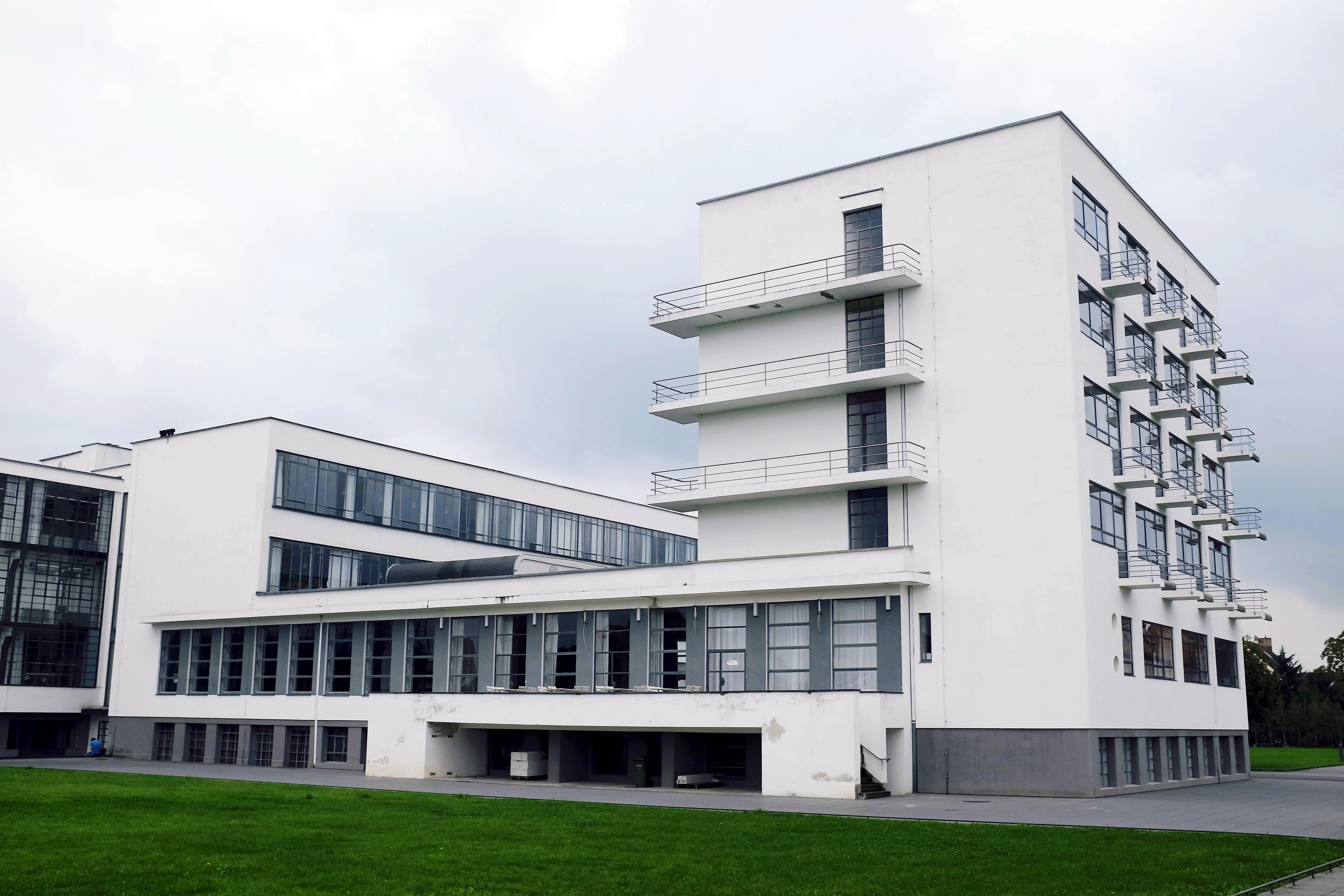
德绍包豪斯校舍之学生膳宿侧翼（右）

其为公寓而建的五层之侧翼，即「Prellerhaus」，有单间公寓28间，各20平方米，为学生及资浅教员提供膳宿。浴室及厨房设施为公用，并有一共享的天台。公寓中有16间房带小阳台，其整齐对称成为此侧翼的特色。女性居于一层即「女士层」，其间住户有格特鲁德·阿恩特（德語：Gertrud Arndt）、玛丽安娜·勃兰特（德語：Marianne Brandt）、冈塔·斯托尔策尔（德語：Gunta Stölzl）及 安妮·阿尔伯斯（德語：Anni Albers）。学生共有140人，故其中多数须于德绍内城自寻居所。1930年，时任校长路德维希·密斯·凡·德罗将一些宿舍改为教室。2006年建筑整葺而恢复其原有之布置。如今此等公寓用于游客的住宿。
出于政治压迫，德绍包豪斯于1932年关闭，密斯·凡·德罗在柏林建立一座私人注资的包豪斯，惟其未出一载即又关闭。德绍之包豪斯校舍用以教授女性烹饪及纺织，1939年于二次大战即将爆发之际其又成为培训纳粹军官的学校。1941年校舍内则容入飞机制造厂容克斯的出版部。1945年学校于一空袭之中损毁。战后学校又部分得以修复以资教育机构之用，然其修复罔顾建筑之完整。直至1972年，东德政府方列其为历史纪念物。德绍包豪斯于曾在包豪斯学习的建筑师康拉德·皮舍尔（德語：Konrad Püschel）领导之下获得修复。玻璃幕墙、礼堂、舞台及简餐厅得以重修。1976年12月2日，此建筑正式重启为一科学与文化中心，中有来自包豪斯之物件的收藏，时为校舍首开50年后。有前包豪斯学生18人出席开幕典礼。
德绍包豪斯基金会成立于1994年，旨在研究并保护包豪斯之遗产。此建筑于1996年作一遗产点列入世界遗产名录，其后经历大量翻新。此等翻新于2006年结束。
建筑群之北翼曾为昔日前文提到的市立职校之所在，而其今日为安哈尔特应用技术大学所用，该大学之德绍校区即邻接包豪斯所处之地。德绍包豪斯基金会以其楼余下部分作管理用途：内有一博物馆，一商店及复原之简餐厅；先前之学生房出为游客住宿用；建筑其余之处如礼堂则出租用以研讨或会议等。

### 大师居

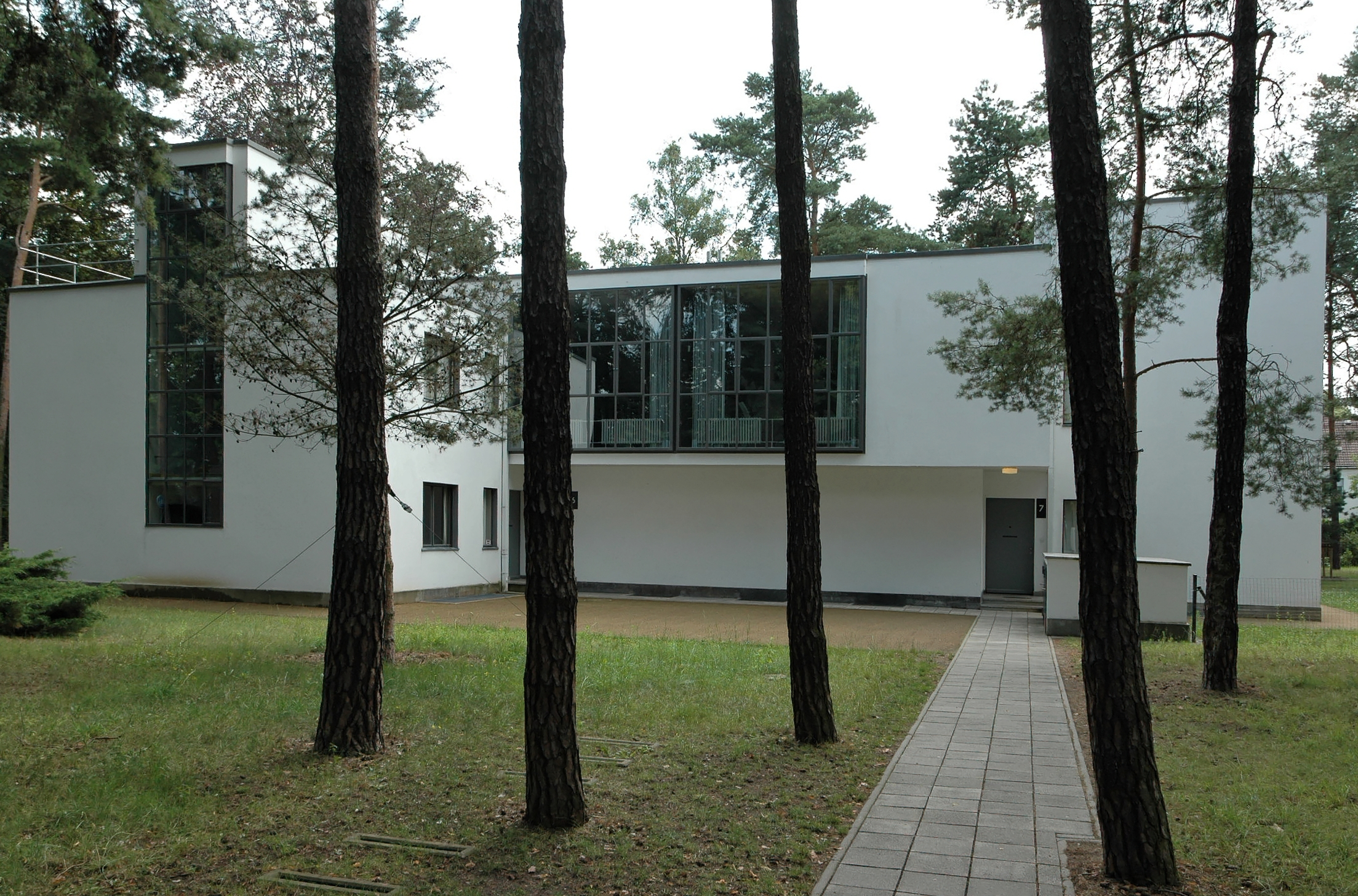
康定斯基与克利所居之一组半独立式住宅的街景

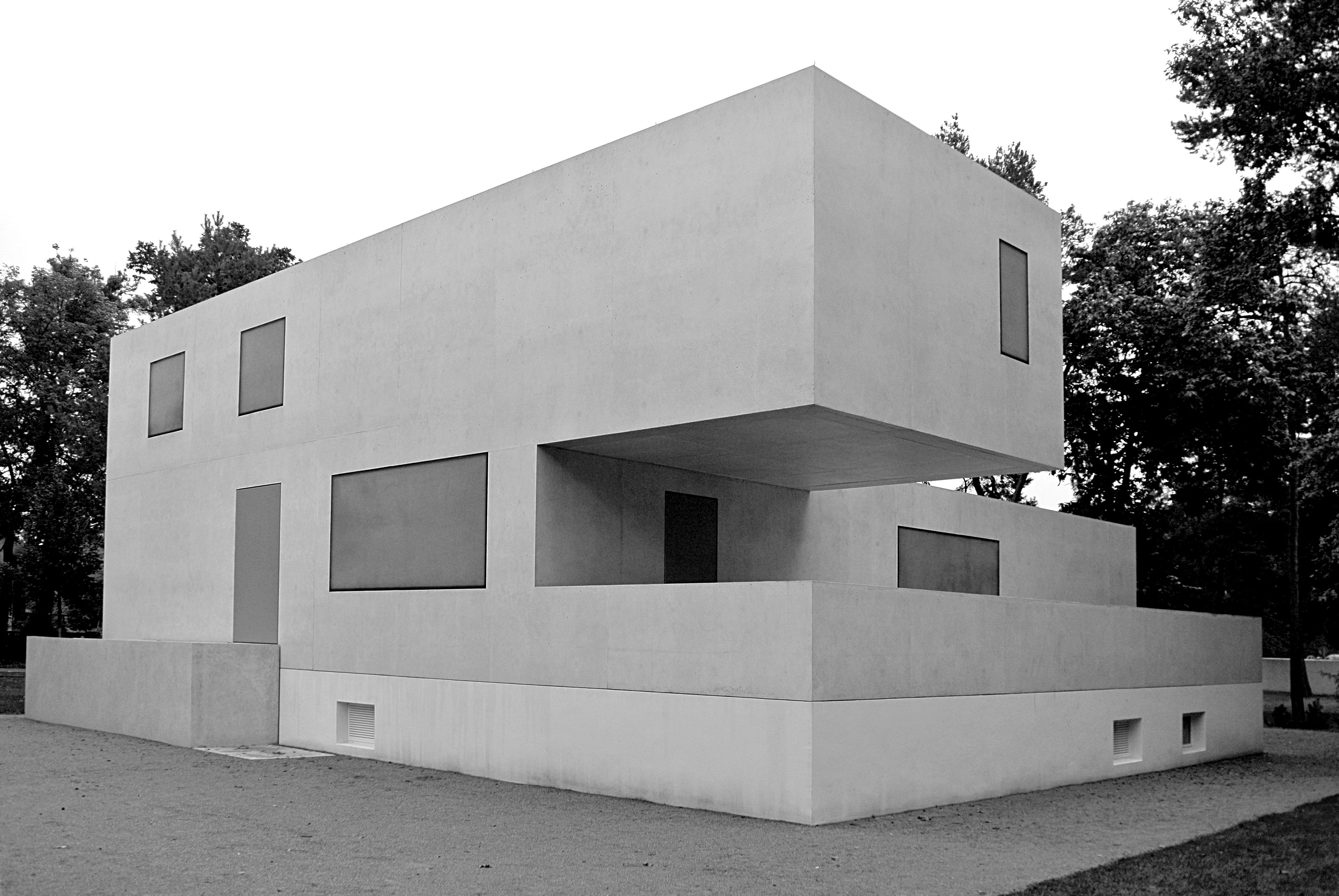
于2014年以已毁之校长居所（「格罗皮乌斯屋」）之外形建造的构筑物

### 大师居[譯名請求]
「大师居」（德語：Meisterhäuser，意为「大师住宅」）为一组七座平顶方正之房舍，距德绍包豪斯校舍约600米，由格罗皮乌斯为包豪斯的资深职员设计。该组房屋建于1925年至1926年，承德绍市方面委托而造。其建筑群中含半独立式住宅三对，于建筑群之尽头则为一独立式居所，为校长格罗皮乌斯而建。为达尊重其地景观特色之目的，此组宅第筑于一小松林中。建筑群中屋宇宽敞，独立的校长邸有350平方米，其余各宅亦超250平方米。由于期望兼而为艺术家的教员不论于宅于校皆可同样工作，此组屋舍皆配有露台及画室。于各对一组二宅之半独立住宅中，二所住宅之布置一般无二，惟其互成直角，故自街视之其并不对称。
原本的住户有：居于格罗皮乌斯邻舍之利奧尼·費寧格家及拉斯洛·莫霍利-纳吉家（然费宁格从未任教于德绍包豪斯）；居于其相邻一组之奥斯卡·施莱默家及乔治·穆赫家；居于其最后一组之瓦西里·康定斯基家及保罗·克利家。格罗皮乌斯与莫霍利-纳吉全以马塞尔·布劳耶设计之家具布置其各自之居所。其后之住户有汉斯·迈耶、路德維希·密斯·凡德羅、约瑟夫·阿尔伯斯与安妮·阿尔伯斯、因勒克·舍佩尔以及阿尔弗雷德·阿恩特与格特鲁德·阿恩特等。
自1932年德绍包豪斯闭校时始，此组屋舍即租予其他租客。1945年，迫近二战结束之时，校长居所及其邻屋之一翼毁于空袭，此被毁之一翼曾为莫霍利-纳吉所居。1948年一寻常之郊区住宅于校长宅之原处建起。余下之屋有人居住，然经改动，且遭甚多损毁。
大师居于1992年修复，于1996年列入世界遗产名录。2011年，建于校长宅原址上之屋拆除。2014年，为恢复全大师居整体之原韵旧观，表现校长宅及莫霍利-纳吉宅形制之构筑于此二毁宅之原址上筑就。此二构筑由建筑公司Bruno Fioretti Marquez设计，其内部布置则由艺术家奥拉夫·尼古拉设计。构筑之内部作展览空间用，中有此处史迹往事之信息。此等构筑及其他屋舍对公众开放，由德绍包豪斯基金会主理。费宁格宅为库特·魏尔中心之本部所在，其中心推广出身德绍之作曲家库特·魏尔之作品。
1932年密斯·凡·德罗设计之「茶亭」于校长宅处之一角建。是亭实为一小食亭，与一高二米之围墙合为一体。此亭于战争中存留，然于1962年拆除。2014年此茶亭连其围墙得重建，自2016年又得恢复其对众贩售小食饮料之原有功能。
自2016年至2019年康定斯基与克利所居之屋于维斯滕罗特基金会主导下关闭大修，旨在完全恢复房屋内设，而特着眼于重制原本之配色。此组居所于2019年4月17日重新开放。是次修复耗资150万欧元，并对原本粉刷之痕迹作细致的科学分析。于中超过100种颜色得以重构。

### 外廊公寓

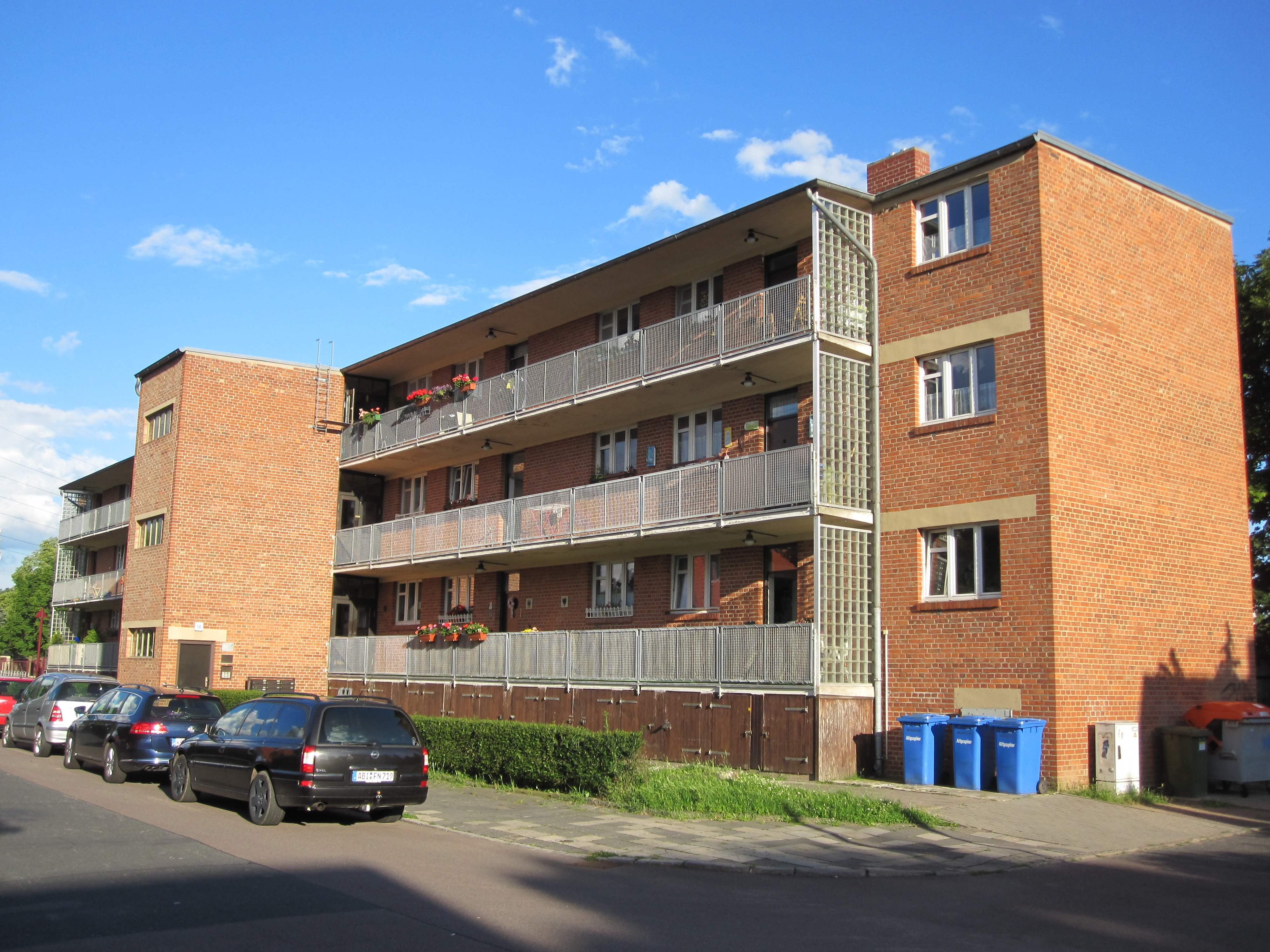
「外廊公寓」中之一座

外廊公寓（德語：Laubenganghäuser，意为「有挑廊通道的房屋」）为五栋公寓建筑，共提供住房90间，于1930年建于德绍南部。其由包豪斯时任之校长汉斯·迈耶设计。
其建筑作公屋建造，各住房阔达47平方（510平方英尺），期望其容量可供多至四口之家居住。此设计遵守迈耶的口号「人民的需求，而不是奢侈的消费」（德語：Volksbedarf statt Luxusbedarf）
其设计之一关键处在于节省一切材料以减少开支，并规划内部以令其小空间物尽其用。虽如门把手，亦经设计以使金属之用量降至最低。挑廊之筹划非只为供给各间住房以经济且节省空间的通道，亦有为促进住户间社会交流的打算。住房皆有中央供暖，且有备水磨石地板并搪瓷浴缸的浴室，得评价为其时公屋中之良好设计。
此等公寓为一住房合作社而建，其社名为「德绍储蓄与建筑协会」（德語：Dessauer Spar- und Baugenossenschaft）。此社1930年初委此任务，而全部五栋公寓楼于当年8月即已完工。建筑成本为每户住房8000国家马克。合作社期望此等住房价廉，然而亦图住房之设备完善，还期望其适度地宜人。租金并将受控以使其不过于住户户收入的四分之一。
全部五栋公寓楼皆存至今，仍用作公屋。其于1990年代中期按历史文物保护之准则修整。现时其由德绍住房合作社（德語：Wohnungsgenossenschaft Dessau eG） 所有并管理。其中有一户住房复原至其本来之设计并向公众开放。
2017年7月，外廊公寓作为一处遗产点列入世界遗产名录。

## 贝尔瑙部分

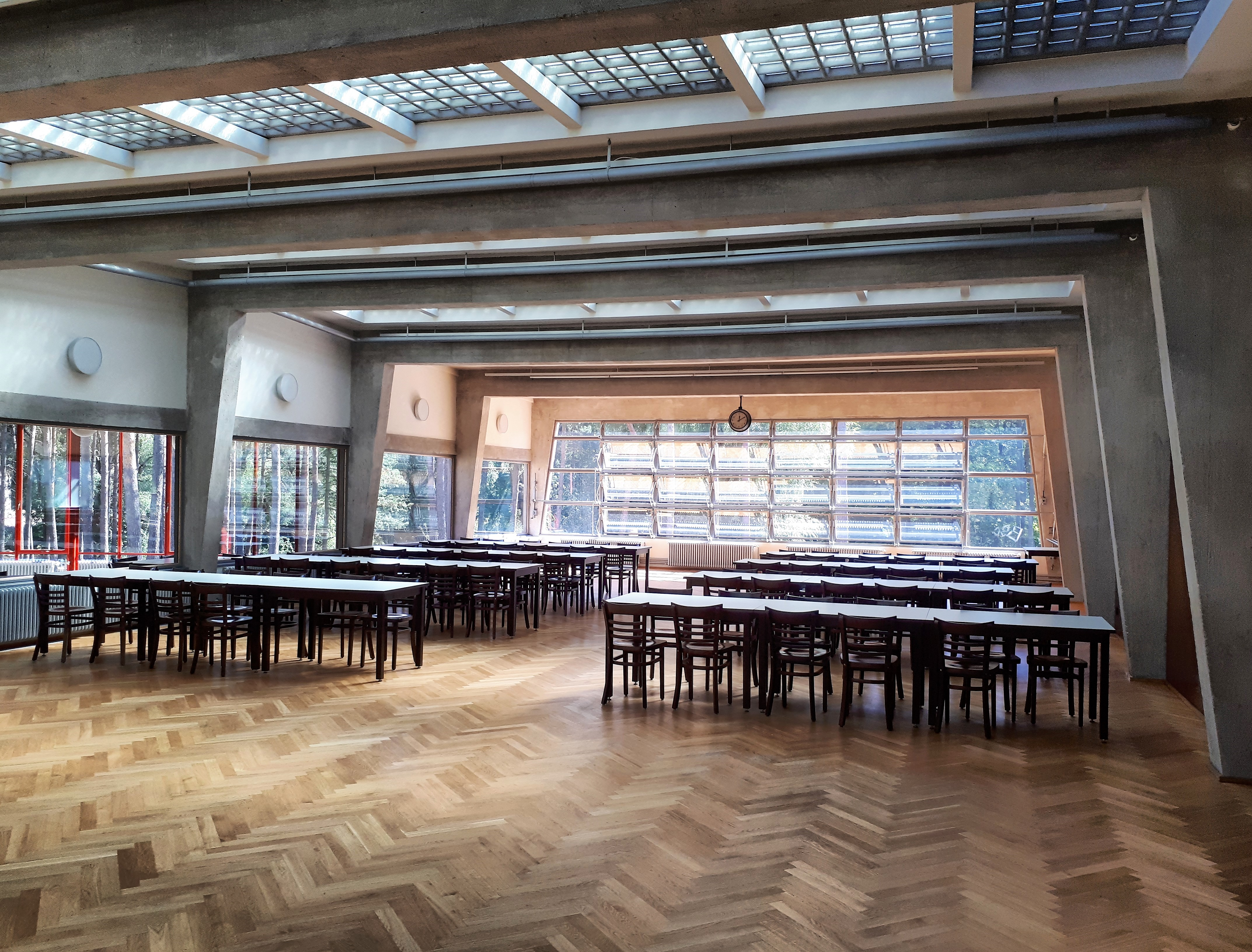
修复的食堂，位于德国贸易联盟联合学校之迈耶-维特韦尔楼

柏林附近贝尔瑙之德国贸易联盟联合学校为一培训中心之校舍，建于1928年至1930年，由汉斯·迈耶及汉斯·维特韦尔（德語：Hans Wittwer）于包豪斯之学生的协助下设计。其为前德国贸易联盟而建，含有研讨间、一座食堂、为学员及教师而设之膳宿、体育设施及一个图书馆。
此建筑为包豪斯功能主义建筑一教材式的典范，原因非但在于完工之作品，亦在于为设计并完成此工程而用的分析与协作方法。建筑群次于德绍包豪斯校舍，而为包豪斯所曾接手之第二大工程。
此作经设计与其所在之林木丰茂的斜坡处地相谐，建筑史学家温弗里德·纳丁格（德語：Winfried Nerdinger）描述其为「诗意功能主义的杰作」。
学校于1930年5月4日启用，可供给120名学员之食宿。
建筑群历经多种用途，中含「帝国领导学校」，盖世太保及党卫军之精英成员自1933年至二战结束于中受训。其于2005年至2007年间修复，自是而由柏林手工业协会（德語：Handwerkskammer Berlin）用作教育中心。2008年建筑师布伦内·格塞尔沙夫特·冯·阿希特克登（德語：Brenne Gesellschaft von Architekten）以此修复工作获颁世界文化遗产基金会/诺尔现代主义奖。
德国贸易联盟联合学校于2017年7月作为一处遗产点列入世界遗产名录。建筑群不对公众开放，不过财团法人贝尔瑙文物古迹联合学校（德語：Stiftung Baudenkmal Bundeschule Bernau）以德语经营至此学校之导览旅游。

## 延伸阅读
- Markgraf, Monika (编). . 莱比锡: Spector Books. 2017. ISBN 978-3959051545 （英语）.
- Kern, Ingolf;  et al. . 慕尼黑: Prestel. 2017. ISBN 978-3791382531.

## 参看
- 德国世界遗产列表